# Unión y Progreso, Ixhuatlancillo
Unión y Progreso är en ort i Mexiko.   Den ligger i kommunen Ixhuatlancillo och delstaten Veracruz, i den sydöstra delen av landet, 220 km öster om huvudstaden Mexico City. Unión y Progreso ligger 1 334 meter över havet och antalet invånare är 8 181.
Terrängen runt Unión y Progreso är kuperad österut, men västerut är den bergig. Runt Unión y Progreso är det mycket tätbefolkat, med 1 361 invånare per kvadratkilometer. Närmaste större samhälle är Orizaba, 3,1 km sydost om Unión y Progreso. Trakten runt Unión y Progreso består till största delen av jordbruksmark.